# Tylnik
Tylnik – potok górski w południowej Polsce w woj. dolnośląskim w Sudetach Wschodnich, w Górach Bialskich.
Ciek V rzędu o długości ok. 1,75 km, prawy dopływ Kobylicy należący do dorzecza Odry, zlewiska Morza Bałtyckiego.

## Położenie
Potok w Sudetach Wschodnich w Górach Bialskich. Potok położony jest na południe od miejscowości Nowy Gierałtów na obszarze Śnieżnickiego Parku Krajobrazowego.

## Fizjografia
Tylnik ma swoje źródła w niewielkiej dolince leżącej na północnym zboczu Płoski powyżej Kobylicznego Duktu, na wysokości ok. 920 m n.p.m.W części źródliskowej potok płynie w kierunku północno-zachodnim, szeroką płytko wciętą zalesioną doliną, wytworzoną na północnym zboczu Czernica i Kobyła. Od poziomu 800 m n.p.m. potok płynie V-kształtną wąską, głęboko wciętą doliną o stromych zboczach, w kierunku ujścia, gdzie na wysokości ok. 695 m n.p.m. przed Nową Morawą uchodzi do Kobylicy, prawego dopływu Białej Lądeckiej. Koryto potoku kamienisto-żwirowe słabo spękane i nieprzepuszczalne. Zasadniczy kierunek biegu potoku jest północno-zachodni. Jest to potok górski odwadniający północno-środkową część Gór Balskich. Potok nieuregulowany dziki. W większości swojego biegu płynie obok drogi Kobyliczny Dukt, wśród terenów niezabudowanych, brzegi w 100% zadrzewione, dno bez roślin. Potok charakteryzuje się dużymi niewyrównanymi spadkami podłużnymi.

## Budowa geologiczna
Potok płynie przez obszar zbudowany ze skał metamorficznych – łupków łyszczykowych oraz przeławicających się gnejsach i amfibolitach.

## Dopływy
L. Głębnik oraz kilka strumieni okresowych spływających ze zboczy przyległych wzniesień.

## Ochrona przyrody
Potok płynie przez Śnieżnicki Park Krajobrazowy.

## Turystyka
Wzdłuż całego biegu potoku prowadzi szlak turystyczny
- – czerwony prowadzący z Przełęczy Gierałtowskiej przez Nowy Gierałtów na Przełęcz Suchą.